# Richard Franklin (acteur)
Pour les articles homonymes, voir Richard Franklin.
Richard Franklin, né le 15 janvier 1936 dans le quartier de Marylebone (Londres), et mort le 24 décembre 2023, est un acteur britannique principalement connu pour ses nombreux rôles à la télévision britannique à partir des années 1960.

## Biographie

### Carrière
Acteur à la télévision, Richard Franklin est apparu dans de nombreuses séries comme dans le Soap opera Crossroads de janvier à juin 1964 et tient le rôle de Joe Townsend. Il joue aussi dans des séries télé comme Dixon of Dock Green, Le Saint, Blake's 7, Little Women, Les éclaireurs du ciel.
Dans les années 1970, Richard Franklin tente aussi de devenir directeur de théâtre. Il continue sa carrière d'acteur dans des films comme The Gambling Man en 1995, ou dans la série télé Heartbeat en 1997. Il joue aussi dans des pièces de théâtre comme As You Like It, Same Time Next Year, Macbeth, Rocky Horror Show (Le Narrater), The Spider's Web, Romeo eet Juliet, The Importance of Being Earnest. Il joue aussi dans des pièces radiophoniques pour la BBC et dans des clips.
Entre 1988 et 1989, il joue dans le soap opera Emmerdale le rôle de Dennis Rigg. Dans les années 2000, il est producteur du Edinburgh Festival Fringe et est directeur artistique dans de nombreux théâtres. 

### Doctor Who
En 1971, Richard Franklin est engagé pour jouer dans Doctor Who le rôle du Capitaine Mike Yates créé afin de donner une potentielle relation amoureuse avec l'assistante du Docteur, Jo Grant. Son personnage apparaît régulièrement dans la série jusqu'à l'épisode « Planet of the Spiders » et réapparaît lors d'épisodes anniversaires comme « The Five Doctors » ou « Dimensions in Time ». 
Assez attaché à la série, il participe aux commentaires audios des épisodes DVD de la série et écrit un livre mettant en scène son personnage de Mike Yates, The Killing Stone. Refusé de publication, il réédite le livre sous le nom de Operation HATE en gommant les références à la série Doctor Who. Il revient aussi à l'occasion d'une pièce radiophonique dérivée de la série en 2009.

### Engagement
Très engagé politiquement, Richard Franklin est candidat entre 1992 et 2005 pour des partis aussi disparates que les Démocrates libéraux, le Referendum Party et le Parti pour l'indépendance du Royaume-Uni. Il n'est jamais élu.